# 布熱格縣

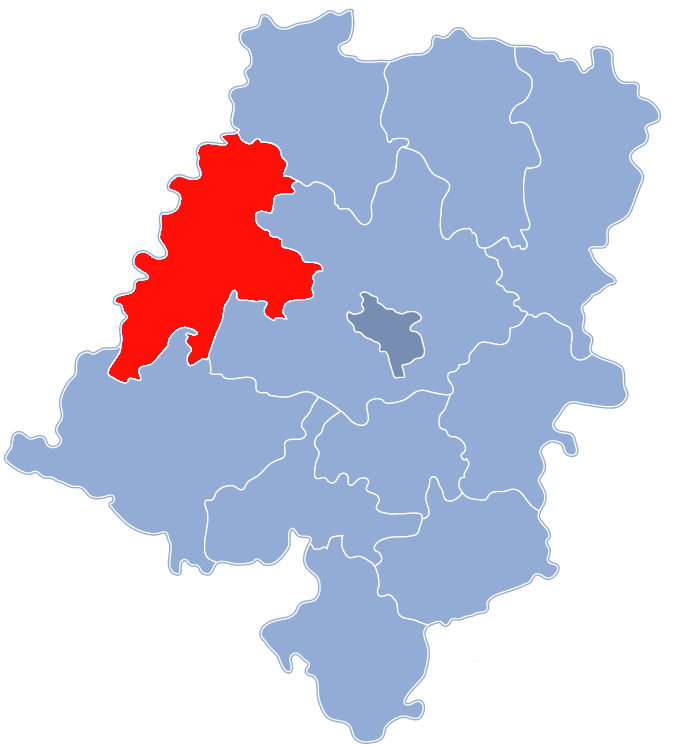

50°52′N 17°29′E / 50.867°N 17.483°E
布熱格縣（波蘭語：Powiat brzeski），是波蘭的縣份，位於該國西南部，由奧波萊省負責管轄，首府設於布熱格，面積877平方公里，2015年人口91,044，人口密度每平方公里105人。